# Lispoides laevis
Lispoides laevis är en tvåvingeart som först beskrevs av Stein 1911.  Lispoides laevis ingår i släktet Lispoides och familjen husflugor. Inga underarter finns listade i Catalogue of Life.